# 赫姆辛人
赫姆辛人，也译为哈姆辛人、含姆辛人、哈姆申人等，亚美尼亚人中的一个族群，也被视为由亚美尼亚人演化形成的独立民族，该族群得名于土耳其东北部里泽省的赫姆欣与恰姆勒赫姆欣地区，在伊朗也有极少数分布。该族群原本与多数亚美尼亚人一样是信仰亚美尼亚使徒教会的基督徒，但在奥斯曼帝国时期转信成为逊尼派穆斯林，在伊朗则为什叶派。

## 深入阅读
- Mack Chahin, The Kingdom of Armenia: A History, Routledge, London, 2001. (ISBN 0-7007-1452-9)
- "Armenians and their Dialects in Abkhazia." In: Evidence and Counter-Evidence. Festschrift Frederik Kortlandt. Volume 2, SSGL 33. Amsterdam - New York: Rodopi, p. 51-67 (ISBN 978-90-420-2471-7)